# Ощіпково
Ощі́пково (рос. Ощепково) — присілок у складі Режівського міського округу Свердловської області.
Населення — 159 осіб (2010, 196 у 2002).
Національний склад станом на 2002 рік: росіяни — 85 %.
Стара назва — Ощіпкова.